# Аветисян, Сурен Грантович
Суре́н Гра́нтович Аветися́н (арм. Սուրեն Հրանտի Ավետիսյան, 24 апреля 1951, Ереван) — армянский политический и государственный деятель, министр охраны природы Армении в 1994—1997 годах.

## Биография
- 1968 — окончил среднюю школу N 76 им.Камо, а в 1973 — факультет биохимии Ереванского государственного университета.
- С 1973 — работал в институте биохимии академии наук Республики Армения, в начале в качестве старшего лаборанта, затем младшего и старшего научного сотрудника.
- 1986 —  защитил кандидатскую диссертацию, получив ученую степень кандидата биологических наук. Автор 12 научных работ.
- С 1990 — главный специалист в управление экологии и охраны окружающей среды мэрии Еревана, а с мая 1991 — руководитель отдела, заместитель начальника управления.
- 1992—1994 — заместитель министра охраны природы Республики Армения.
- С 30 июня 1994 по 24 июля 1997 — министр экологии и охраны окружающей среды Республики Армения.
- 1996[источник не указан 2227 дней] — присвоено звание научного профессора в международном независимом университете в Москве.
- 1996—1998 — член-корреспондент в международной академии экологии.
- С 1997 — преподаёт в ЕГУ.
- С 1998 — участвовал в ряде программ по развитию охраны природы.
- С 2002 — первый заместитель председателя армянской научно-общественной организации «Знание».